# Johnny Gylling
Sven Johnny Gylling, född 25 mars 1956 i Nättraby församling, Blekinge län, är en svensk politiker (kristdemokrat). Han var ordinarie riksdagsledamot 1998–2006, invald för Blekinge läns valkrets.

## Biografi
Gylling var gruppledare och halvtidskommunalråd i Karlskrona kommun 1992–1995.
Han var ordinarie riksdagsledamot 1998–2006. I riksdagen var han ledamot i trafikutskottet 1998–2006.
2006 var han regeringens utredare av parkeringslagstiftningen.
2007 återvände Gylling till näringslivet för att arbeta med regulatoriska frågor inom telekombranschen. Sedan 2014 driver han eget företag som CSR-rådgivare.
Gylling är (tillsammans med Tuve Skånberg) författare till boken I maktens korridorer.